# Червоноуральська сільська рада
Червоноура́льська сільська рада (рос. Красноуральский сельский совет) — сільське поселення у складі Оренбурзького району Оренбурзької області Росії.
Адміністративний центр — село імені 9 Января.

## Населення
Населення — 6373 особи (2019; 4118 в 2010, 3032 у 2002).

## Склад
До складу сільської ради входять:
| Населений пункт      | Населення, осіб (2002) | Населення, осіб (2010) |
| -------------------- | ---------------------- | ---------------------- |
| імені 9 Января, село | 2389                   | 3382                   |
| Стариця, село        | 643                    | 736                    |